# Thi Nam Sinh
Thi Nam Sinh (tiếng Trung: 施南生, tiếng Anh: Nansun Shi, sinh ngày 8 tháng 8 năm 1951) là một nữ doanh nhân kiêm nhà sản xuất điện ảnh người Hồng Kông - Trung Quốc. Từng là cố vấn kinh doanh cấp cao của Tập đoàn Hoàn Á, bà đã tham gia ngành công nghiệp điện ảnh trong suốt sự nghiệp của mình với những bộ phim đa phần đều được đánh giá cao và luôn đứng đầu trên các bảng xếp hạng doanh thu phòng vé không chỉ ở Trung Quốc, Hồng Kông, mà còn ở những nơi trên thế giới; trong đó, thập niên 1970 được xem là thập niên chói sáng nhất trong sự nghiệp làm phim của bà. Bà được xem là một trong những nhà làm phim xuất sắc nhất hiện nay trong kỷ nguyên điện ảnh Hồng Kông và điện ảnh Trung Quốc. 
Những bộ phim do bà sản xuất có thể kể đến như Long Hổ Môn, Đảo hoả tuyến, Long môn phi giáp, hay nổi bật nhất là bộ ba phần phim của loạt phim Địch Nhân Kiệt.
Thi Nam Sinh từng là vợ cũ của Từ Khắc - nam đạo diễn nổi tiếng người Hồng Kông và cũng là người cộng tác với bà qua các bộ phim khác nhau.